# جون جي. ماغواير
جون جي. ماغواير (بالإنجليزية: John J. McGuire)‏ (25 أغسطس 1917، ألتونا في الولايات المتحدة - 1 أغسطس 1981 في الولايات المتحدة)؛ كاتب وروائي أمريكي.